# Багратиони, Вахтанг
Вахтанг Ираклиевич Багратиони (1738 или 1742 — 1 февраля 1756 или 1760) — грузинский князь из царской династии Багратионов.

## Биография
Первый и старший сын царя Картли и Кахети Ираклия II (1720—1798) от первого брака с княжной Кетеван Орбелиани (ум. 1750).
Вахтанг родился в то время, когда Восточная Грузия (Картли и Кахети) была ареной соперничества Османской империи и Ирана. Турки-османы и персы, сменяя друг друга, вторглась в грузинские земли, грабя и разоряя их. В 1744 году иранский шах-завоеватель Надир-шах признал Теймуруза II царем Картли, а его сына Ираклия II — царем Кахети. Таким образом, юный Вахтанг стал наследником царского трона Кахети.
В 1747 году картлийский царь Теймураз II передал своему внуку Вахтангу в удельное владение Арагвское эриставство, наследственный правитель которого, Бежан Эристави, был убит восставшими крестьянами в 1743 году. Арагвское эриствство было включено в состав царских владений. Так как царевич Вахтанг был ещё несовершеннолетним, фактическим правителем эриставства стал Джимшер Чолокашвили, который справился с крестьянскими бунтами и набегами дагестанцев.
В 1756 (по другим данным в 1760 году) царевич Вахтанг скончался от оспы в Тбилиси. Позднее Арагвское эриставство унаследовал его сводный брат Леван.

## Семья
Вахтанг был женат на Кетеван (1744—1808), дочери князя Константина III Мухранского (1696—1756), от брака с которой детей не оставил. Княжна Кетеван дожила до включения Восточной Грузии в состав Российской империи в 1801 году и скончалась в Санкт-Петербурге в 1808 году.